# Franco Calero
Franco Néstor Calero (Rosario, Argentina, 9 de marzo de 1989) es un futbolista argentino. Se desempeña como delantero y su equipo actual es Cumbayá que disputa la  Segunda Categoría de Ecuador, dejando atrás su primera etapa del Farolito f.c de San Francisco de los Estados Unidos.

## Trayectoria
Formado en Newell's Old Boys, el futbolista tuvo la posibilidad de realizar una gira por diferentes países europeos donde se entrenó en Atlético de Madrid "B", FC Zürich y TSV 1860 Múnich.
Luego firmó a préstamo por el Duranzo FC de Uruguay, donde sus goles en la segunda división de ese país, le valieron para retornar más consolidado a su club de origen, donde no pudo tener continuidad, por lo que fue transferido al ascenso de Argentina.
A continuación vendría una nueva experiencia por Europa en donde militó en el CD Robres, del fútbol de ascenso de España.
Luego pasó por el fútbol de Perú, Grecia, Líbano, Israel, Chile y Ecuador.
En febrero del año 2018 se confirma su traspaso al fútbol de Angola, más precisamente a Kabuscorp SC de la primera división de aquel país.
2019 llega al país de los Estados Unidos de América para poder lograr estar en la mayor liga prestigiosa del mundo,LMS.
Actualmente en Soccer El Farolit FC de EE. UU. (Estados Unidos de América), liga de ascenso.

## Clubes
| Club                      | País           | Año             |
| ------------------------- | -------------- | --------------- |
| Newell's Old Boys         | Argentina      | 2004 - 2005     |
| Nacional                  | Uruguay        | 2006            |
| Atlético de Madrid "B"    | España         | 2006            |
| FC Zürich                 | Suiza          | 2007            |
| TSV 1860 Múnich           | Alemania       | 2007            |
| Durazno FC                | Uruguay        | 2008 - 2009     |
| Newell's Old Boys         | Argentina      | 2010            |
| Argentino de Rosario      | Argentina      | 2010 - 2011     |
| Estudiantes de Río Cuarto | Argentina      | 2012            |
| Deportivo Aragón          | España         | 2012            |
| CD Sariñena               | España         | 2012 - 2013     |
| CD Alfonso Ugarte         | Perú           | 2014            |
| PGS Kissamikos            | Grecia         | 2014            |
| Al Ansar                  | Líbano         | 2014 - 2015     |
| Happoel Akko              | Israel         | 2015            |
| Kiryat Shmona             | Israel         | 2015 - 2016     |
| Rangers                   | Chile          | 2016            |
| Sociedad Deportiva Aucas  | Ecuador        | 2017            |
| Kabuscorp SC              | Angola         | 2018 - 2019     |
| El Farolito SC            | Estados Unidos | 2019 - Presente |

- Datos: Q23642257